# مرموط خنزير الأرض
مرموط خنزير الأرض (الاسم العلمي:Marmota monax) (بالإنجليزية: Woodchuck)‏ أو (بالإنجليزية: Groundhog)‏ ويعرف أيضاً بمرموط الجبل أو الخنزير الصفّار وفي بعض المناطق يعرف بقندس الأرض. هو نوع من الحيوانات يتبع جنس المرموط من فصيلة سنجابية. المرموطيّات الأخرى كالمرموط ذو البطن الأصفر تعيش عادةً في المناطق الصخريّة والجبليّة على خلاف جرذ الأرض الذي يعيش في المناطق السهبيّة المنخفضة، تعتبر قارة أمريكا الشماليّة الموطن الأصلي لهذا الحيوان وينتشر بشكل خاص في الولايات الأمريكيّة الشماليّة الشرقيّة والمركزيّة، كما يتواجد جرذ الأرض في كندا المجاورة وحتى ألاسكا شمالاً، وجنوباً إلى شرق من ولاية ألاباما.

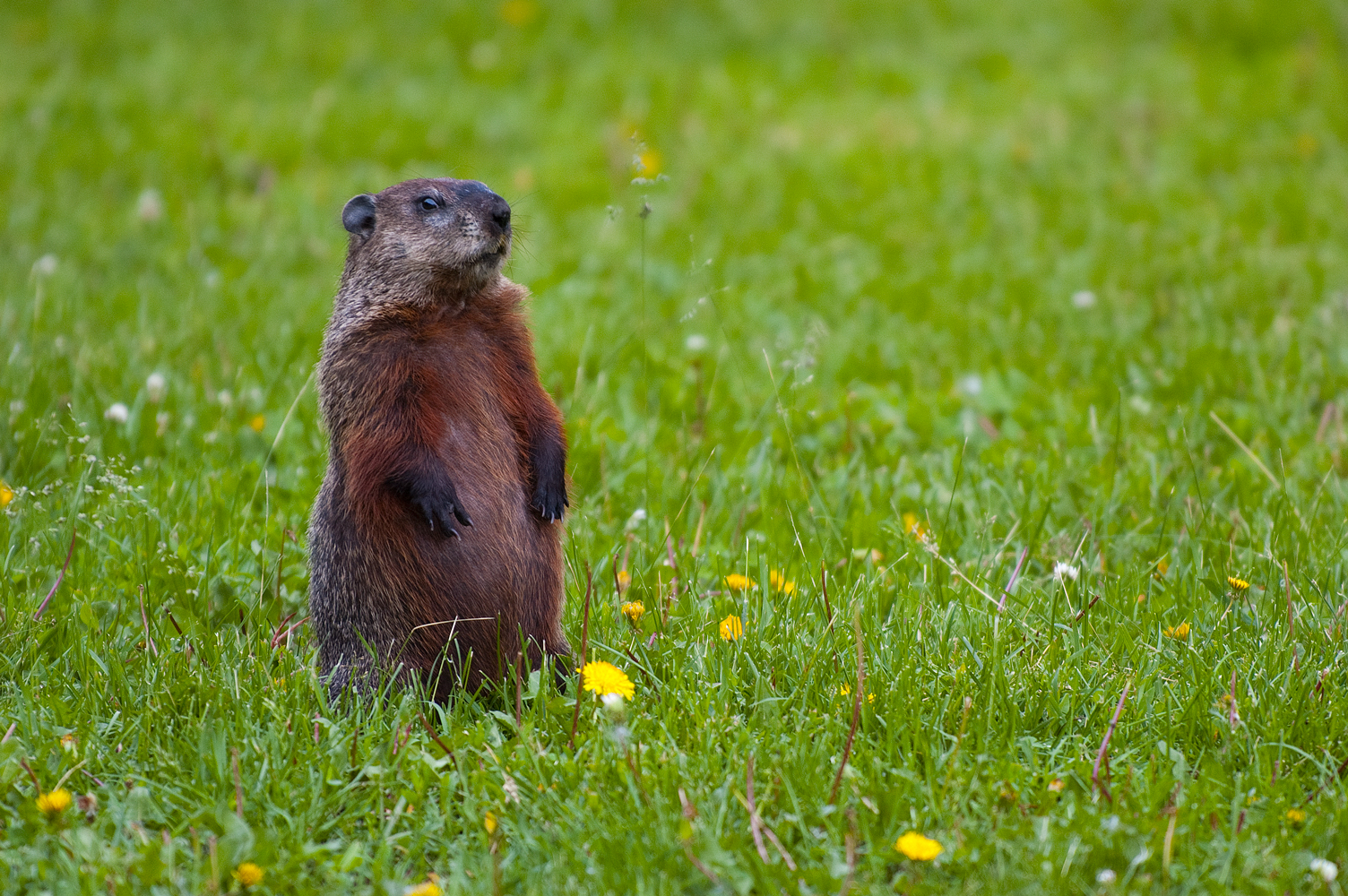
مرموط خنزير الأرض في منيابولس، على طول ضفاف نهر المسيسبي